# Трат (провинция)
Трат (тайск. ตราด) — одна из 77-и провинций Таиланда, самая восточная из приморских провинций страны, граничит с провинцией Чантхабури на западе и с Камбоджей на востоке.
Население — 246 175 человек (2010), проживающих на территории 2819,0 км².
Административный центр — город Трат.

## Географическое положение
В континентальной части провинции у границы с Камбоджей расположены горы Кравань. Островную часть составляет архипелаг Ко Чанг, включающий обитаемые острова Чанг (второй по территории остров Таиланда), Кут и Мак, а также множество мелких островков.
На юге территория Трата омывается водами Сиамского залива.

## Административное деление

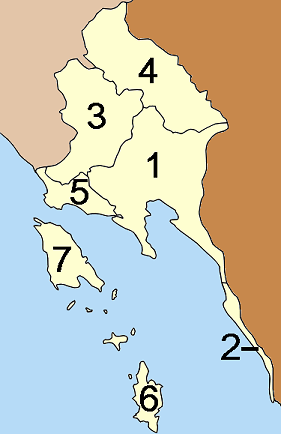
Административное деление провинции Трат

Территория провинции делится на 12 районов — ампхе:
| № | Район                    | Площадь, км² | Население, чел. | № | Район               | Площадь, км² | Население, чел. |
| - | ------------------------ | ------------ | --------------- | - | ------------------- | ------------ | --------------- |
| 1 | Трат (Mueang Trat)       | 938,6        | 89 661          | 5 | Лемнгоп (Laem Ngop) | 154,0        | 17 874          |
| 2 | Кхлонг яй (Khlong Yai)   | 50,2         | 23 981          | 6 | Кокут (Ko Kut)      | 162,2        | 2 118           |
| 3 | Кхаусаминг (Khao Saming) | 679,2        | 40 499          | 7 | Кочанг (Ko Chang)   | 154,8        | 5 356           |
| 4 | Борай (Bo Rai)           | 680,0        | 39 736          |   |                     |              |                 |

## Изображения

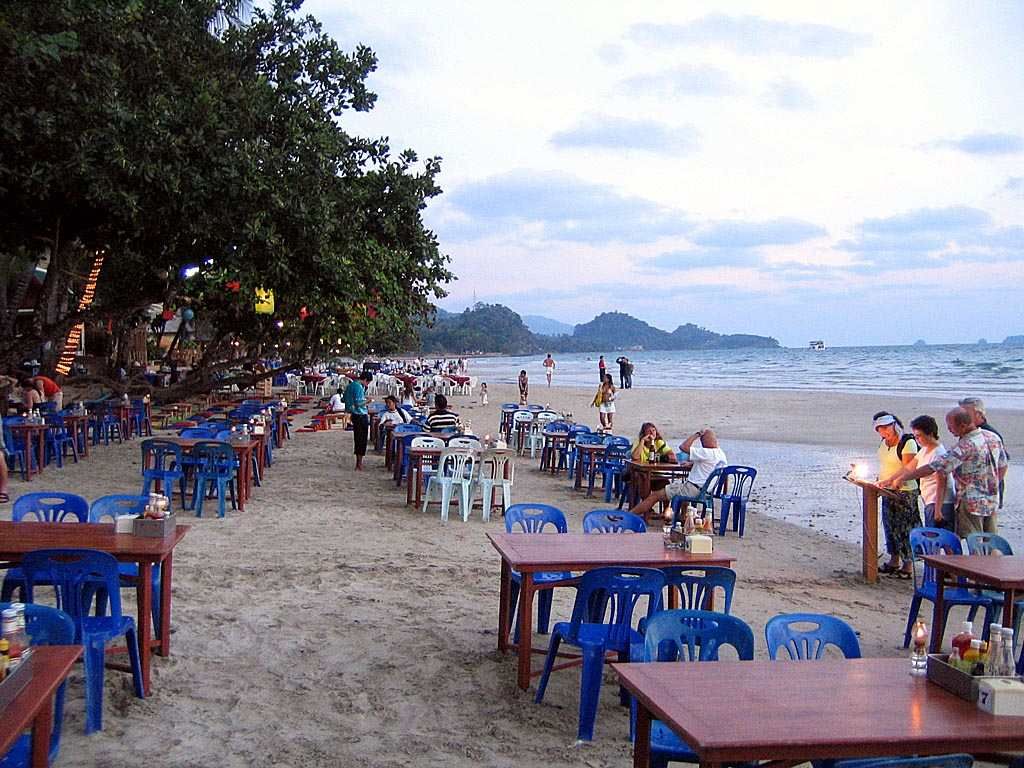
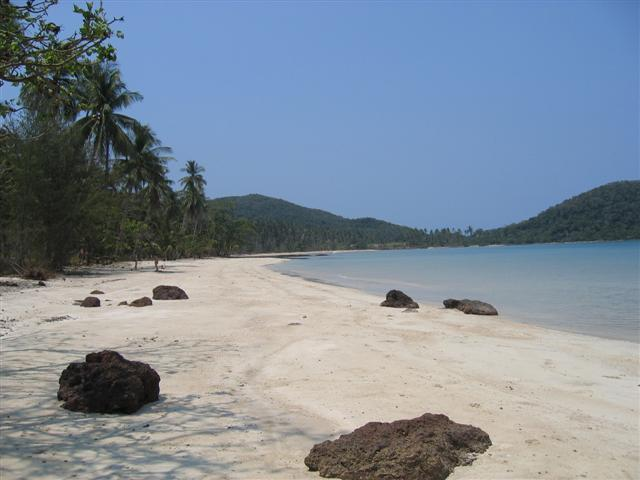
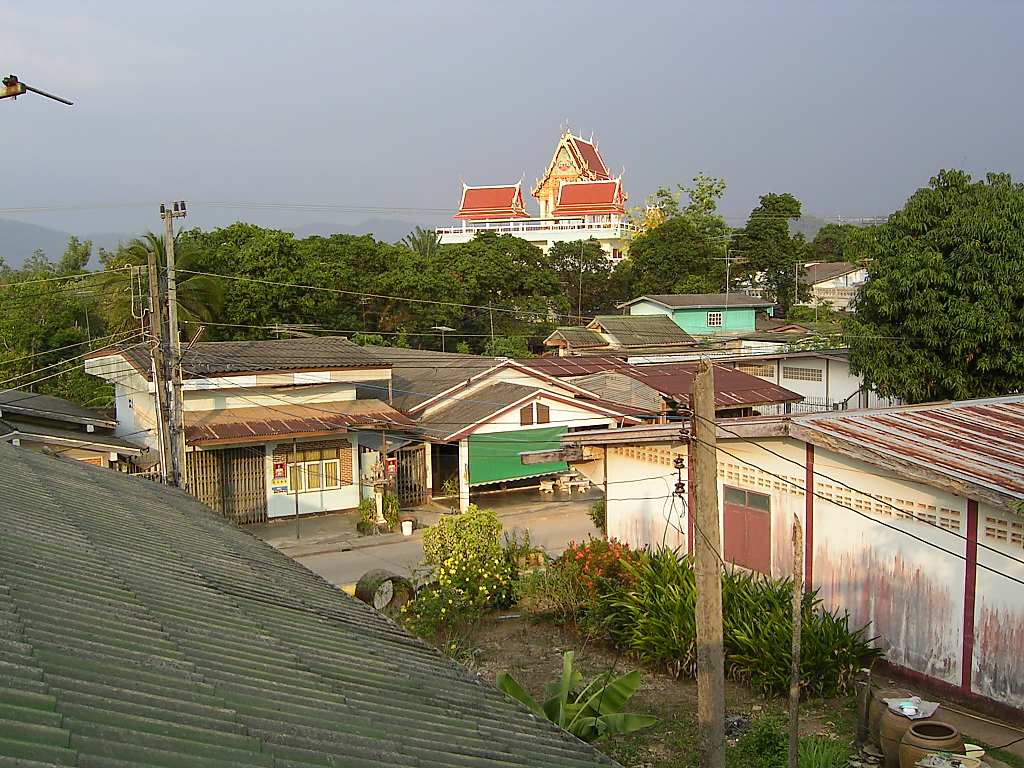